# Dictyophara scolopax
Dictyophara scolopax är en insektsart som beskrevs av Oshanin 1879. Dictyophara scolopax ingår i släktet Dictyophara och familjen Dictyopharidae. Inga underarter finns listade i Catalogue of Life.